# Силкебор ИФ
Силкебор Идретсфоренинг (датски Silkeborg Idrætsforening, произнася се ˈselg̊əˌb̥ɒːˀ) е датски футболен отбор от град Силкебор. Основан е през 1917 г. От сезон 2014 – 2015 се състезава в Датската суперлига. Играе мачовете си на стадион Маскот Парк. Цветовете на отбора са червено и бяло.

## Успехи
Датска суперлига:
- Шампион (1): 1993/94
- Вицешампион (1): 1997/98
- 3-то място (3): 1994/95, 2000/01, 2021/22

1 дивизия:
- Шампион (2): 2003/04, 2013/14

Купа на Дания:
- Носител (2): 2000/01, 2023/24
- Финалист (2): 2017/18, 2024/25

Интертото:
- Носител (1): 1996